# Ultramontanismo
Ultramontanismo, do latim ultramontanus, que significa além das montanhas, especificamente, para além dos Alpes para quem está a norte, refere-se à doutrina política católica que busca em Roma a sua principal referência. A doutrina surgiu em França na primeira metade do século XIX. Reforça e defende o poder e as prerrogativas do papa em matéria de disciplina e fé.
Destacaram-se como líderes deste pensamento Joseph de Maistre, Louis Veuillot, Lamennais, Emmanuel d'Alzon, dentre outros.
Este movimento católico pretendia contrariar o fenómeno galicanista segundo o qual "na França, como em outras partes do mundo católico, a Igreja estava se tornando inexoravelmente um departamento do Estado", (Eamon Duffy) ou o Josefinismo na Áustria e o Febronianismo na Alemanha, ou ainda o Conciliarismo, que subordinava a autoridade do papado ao de um conselho de bispos.
No entanto, foi na Alemanha que o movimento se tornou político e, ao final, abrangeu a Kulturkampf, entre o papado e o governo alemão liderado pelo chanceler Otto von Bismarck.
No fim representou, na História da Igreja Católica, a maior de todas as reacções contra todas as transformações que o mundo ocidental vivenciava desde a Reforma e do Renascimento, passando pelo Iluminismo, pela Revolução Francesa, para a consolidação dos fundamentos do liberalismo e do laicismo do século XIX.

## Ultramontanos conhecidos
Vários membros do clero católicos do Brasil aderiram ao Ultramontanismo, se destacando nomes como Antônio Ferreira Viçoso,Silvério Gomes Pimenta,Pedro Maria de Lacerda, Romualdo Antônio de Seixas,João Antônio dos Santos, Joaquim Silvério de Sousa, Sebastião Leme da Silveira Cintra,Antônio Joaquim de Melo, Antônio de Macedo Costa,Vital de Oliveira. Estes últimos foram protagonistas da conhecida Questão Religiosa.